# 道の駅真狩フラワーセンター
道の駅真狩フラワーセンター（みちのえき まっかりフラワーセンター）は、北海道虻田郡真狩村にある北海道道66号岩内洞爺線の道の駅である。
花をテーマにしており、施設の前には花壇があり、苗や鉢植えなどの販売を行っている。また、施設内には100円ショップもある。

## 主な施設
- 駐車場
  - 普通車：140台
  - 大型車：7台
  - 身障者用 : 3台
- トイレ
  - 男：大 4器（2器）、小 6器（3器）
  - 女：6器（3器）
  - 身障者用：2器（1器） オストメイト対応トイレ：1器（1器）

※（）内は24時間使用可能
- 公衆電話：1台
- 花の販売コーナー
- 観光案内所
- レストラン
※営業時間は、10:00 - 17:30（4月下旬 - 10月）、10:00 - 16:30（11月 - 4月下旬）
- コーヒー&ソフトクリーム 売店
- 農産物直売所

## 休館日
- 年末年始（12月31日 - 1月3日）

## アクセス
直接連絡
- 北海道道66号岩内洞爺線

間接連絡
- 北海道道97号豊浦京極線
- 北海道道230号三ノ原ニセコ線

## 周辺
- まっかり温泉
- 真狩川河川公園